# Maurice du Palatinat
Le prince Maurice du Palatinat (château de Küstrin, Brandebourg, le 17 décembre 1620 – près de les Îles Vierges, septembre 1652), comte palatin du Rhin, est le quatrième fils de Frédéric V du Palatinat et de Élisabeth Stuart, fille du roi Jacques Ier d'Angleterre et VI d'Écosse et d'Anne de Danemark.

## Biographie
Il accompagne son frère aîné, Rupert du Rhin, aux côtés de leur oncle Charles Ier lors la Guerre Civile anglaise, en 1642. Il sert sous Rupert avec la cavalerie à la Bataille de Powick Pont, où il est blessé, et la bataille de Edgehill. Il commande l'armée de terre, dans le Gloucestershire, qui engage William Waller dans plusieurs batailles en 1643, notamment la victoire de Ripple Flied (13 avril), culminant avec la victoire à la bataille de Roundway Down (le 13 juillet). Il prend le commandement de l'armée, en Cornouailles et fait campagne dans le sud-ouest pour le reste de l'année. 
En avril 1644, il assiège Lyme Regis, mais est contraint d'abandonner le siège, en juin, ce qui porte un coup considérable pour sa réputation militaire. Il se bat comme un subordonné à la bataille de Lostwithiel et la seconde bataille de Newbury, et sous les ordres de Rupert à la bataille de Naseby.
Il tente de défendre Rupert assiégé à Bristol en 1645. Malgré l'échec, il ne partage pas la disgrâce de Rupert. Banni avec Rupert en octobre 1646, il sert avec les Français de l'armée en Flandre, mais rejoint Rupert, en 1648 comme vice-amiral de sa flotte. Il est créé Chevalier de la Jarretière en exil en 1649. En 1652, pendant la navigation pour les Antilles, plus précisément près des Îles Vierges, il est pris dans un ouragan et périt avec son navire, le HMS Defiance.

## Représentation dans la fiction
Il est un personnage mineur dans le roman historique Le Festin de Jean Saturnal de Lawrence Norfolk, publié le 13 septembre 2012 par Bloomsbury Publishing.